# Dendrophyllia cladonia
Dendrophyllia cladonia är en korallart som beskrevs av van der Horst 1927. Dendrophyllia cladonia ingår i släktet Dendrophyllia och familjen Dendrophylliidae. Inga underarter finns listade i Catalogue of Life.